# Mats Larsson Gothe
Mats Niklas Larsson Gothe, född 29 juni 1965 i Aneboda församling, Kronobergs län, är en svensk tonsättare.

## Biografi
Larsson Gothe studerade vid Ingesunds Musikhögskola under 1980-talet och fortsatte sedan med studier i komposition vid Kungliga Musikhögskolan i Stockholm 1988–1995 med bland andra Sven-David Sandström, Pär Lindgren och Daniel Börtz som lärare. Efter examen har han varit verksam som tonsättare på heltid. Han kompletterade sina studier med ett år på Sibeliusakademin 1990–1991 med Kalevi Aho som lärare och olika studieperioder i Italien där han studerade för Atli Ingólfsson.
Larsson Gothe har komponerat i många olika genrer med tonvikt på orkestermusik och solokonserter, men även kammarmusik och opera. Han fick ett större genombrott med helaftonsoperan Poet & Prophetess, uruppförd på Norrlandsoperan i mars 2008. Åren 2009-2012 var Larsson Gothe hustonsättare vid Norrlandsoperan i Umeå. Stor uppmärksamhet väckte också operan Blanche & Marie vid urpremiären på Norrlandsoperan 10 oktober 2014 i samband med Umeås Kulturhuvudstadsår, liksom operan Silverfågeln om Jussi Björling 10 juli 2015 i Vattnäs konsertlada. Blanche & Marie är baserad på PO Enquists Boken om Blanche och Marie och sändes i Sveriges Television 19 september 2015. För denna opera tilldelades han även Svenska Dagbladets operapris.

## Utmärkelser och priser
- 2021 -  Medaljen Litteris et Artibus i guld av 8:e storleken (GMleta) för framstående konstnärliga insatser som tonsättare[9]
- 2003 – Mindre Christ Johnson-priset för Violinkonsert
- 2008 – Carin Malmlöf-Forsslings Pris
- 2009 – Tonsättarpriset till Bo Wallners minne
- 2015 – Svenska Dagbladets operapris för operan Blanche & Marie
- 2015 – Musikförläggarnas pris för operan Blanche & Marie
- 2016 – Grammis för Symphony No. 2 (Db Productions CD 172)
- 2018 - Stora Christ Johnson-priset för "...de Blanche et Marie..." - Symphony No. 3
- 2022 - Musikförläggarnas pris för operan Löftet
- 2022 - Rosenbergpriset

## Verkförteckning

### Orkesterverk
- Prelude, Dance and Conclusion för symfonisk blåsorkester (1988–89)
- Stråkkvartett nr 2: Exposition, Peripeti och Katastrof för stråkorkester (1989)
- Symfoni nr 1: Mixing Memories and Desires för orkester (1990–92)
- Houses in motion för orkester (1993)
- Lugubre för orkester (1994)
- Poi för orkester (1998)
- Lunaire för stråkorkester (1999–2000)
- Cielo för orkester (2003)
- Symfoni nr 2: ... sunt lacrimae rerum ... för orkester (2009)
- Lied von der Erde för stråkorkester (2011)
- The Apotheosis of the Dance för orkester (2012)
- The Autumn Diary för kammarorkester (2013–14)
- Symfoni nr 3: ...de Blanche et Marie... (2015)

### Solokonserter
- Homage to the Neon-sign of las Palaz Bingo, konsert för tuba och stråkorkester (1991/94)
- While för horn och kammarorkester (1992)
- Clockworks för brasskvintett och blåsorkester (1992)
- Konsert för trombon och blåsinstrument (1995)
- Konsert för trumpet och orkester (1996)
- Konsert för piano och kammarorkester (1997)
- Konsert för cello och blåsinstrument (1999)
- Konsert för violin och blåsinstrument (2000–01)
- MacchinAria, konsert för 6 slagverkare och blåsorkester (2001–02)
- MacchinAria II, konsert för 6 slagverkare och blåsinstrument (2001–2002/04)
- Valley Music, dubbelkonsert för 2 pukslagare och blåsorkester (2002)
- Konsert för klarinett och orkester (2004)
- Sombre för jazz-tenorsaxofon och stråkar (2005–06)
- Konsert för violin, cello och orkester: Sisyphus’ Dreams (2009–10)
- Ricerco 2, konsert för fagott och orkester (2011)

### Brassensemble
- There's a Wideness in Lord's Mercy (Det finns djup i Herrens godhet) variationer för brassband över en tysk 1700-talsmelodi (1988)
- Laudes för brassband (1990)
- Touche för brassband (1991)
- Variationer över ett tema av Anders Hillborg för 5 trumpeter, flygelhorn, 3 valthorn, 4 tromboner, 3 tubor och slagverk (1993)
- Symphonies for Brass för 4 trumpeter, valthorn, 4 tromboner och tuba (2005)

### Kammarmusik
- Elegi & Scherzo för violin och piano (1982)
- Sonatine nr 1 för saxofon och piano (1982)
- Sonatine nr 2 för saxofon och piano (1987)
- Opus 1 (xnirys) för soloflöjt (1988)
- Stråkkvartett nr 2: Exposition, Peripeti och Katastrof (1989)
- Gopak för saxofonkvartett (1989)
- Whirls in Crouching Positions för altsax och marimba (1990)
- Jingle för flöjt, klarinett, 2 fagotter, 2 trumpeter, 2 tromboner, slagverk och piano (ad lib.) (1991)
- Dr Caligari för violin och piano (1991)
- Tivoli för ackordion och blåsarkvintett (1992)
- …för Jonhäll och piano för flöjt och piano (1992)
- Procession för brasskvintett (1992)
- Clockworks för brasskvintett, 2 pianon och pukor (1992/94)
- Interlude för piano och stråkkvartett (1993)
- Houses in Motion för flöjt, violin, cello och piano (1993)
- Last Call Before Closing för solotrombon (1993)
- Houses in Motion II för flöjt, violin, cello och piano (1993/94)
- Hillborg-variationerna för brasskvintett (1993/96)
- Valkyrieritt för piano (1994)
- The Ride of the Valkyries II för soloviolin (1996)
- Oscuro för 2 vibrafoner och 2 marimbor (1997–98)
- D’altro canto för tuba och blåaskvintett (1998)
- Anaphora för piccolatrumpet och marimba (1998–99)
- Anaphora II för solomarimba (1998–99)
- a presto för flöjt, violin, cello och piano (2000)
- Paesaggi di Wahlberg för saxofonkvartett (2000)
- Ricerco 1 för solofagott (2002)
- Triple Duo för oboe och slagverk (2003)
- Revelationes celestes för blåsarkvintett (2003)
- Viocla Perpia för violin, klarinett, slagverk och piano (2004)
- Stråkkvartett nr 3: Visioni ed estasi (2004)
- Epilogos för cello och piano (2008–09)
- In modo lidico (Ein Heiliger Dankgesang) för stråkkvartett (2017)
- Kadens till Brahms violinkonsert för violin (2017)
- Inauguro fanfar för två kvintstämda kontrabasar (2019)
- Caccio för soloviolin (2020)

### Vokalmusik
- Höstsång för baryton och orkester till text av Håkan Sandell (2003)
- Vindhymn för manskör till text av Håkan Sandell (2005)
- Lilits återkomst för blandad kör och 7 instrument till text av Joumana Haddad (2010)
- Ur en anteckningsbok. Magnificat för alt och orkester till text av Håkan Sandell (2012) Anders Eliasson (tonsättare) in memoriam
- Solskenet för altsolo och manskör a cappella till text av Gustaf Fröding (2015–16)
- Intet mörker där skall vara för blandad kör och brassband till text ur psalm 300 (2021) Epilog till Sven-David Sandströms ”Tystnar ofta nog vår sång”.

### Opera
- Blod, en vampyropera i vår tid med libretto av Lucia Cajchanova (1994–95)
- Poet & Prophetess, opera i 3 akter med libretto av Michael Williams (2005–07)
- Blanche & Marie, opera i 2 akter med libretto av Maria Sundqvist efter P.O. Enquists roman (2012–14)
- Silverfågeln, opera i 2 akter om Jussi Björling efter Yrsa Stenius bok Tills vingen brister med libretto av Greta Sundberg (2014-15)
- African Prophetess, opera i 1 akt för 5 solister, kör och orkester med libretto på engelska av Michael Williams [bygger på Poet & Prophetess] (2007/2015)
- Ringen - en kammaroperamelodram, opera i 1 akt för barytonskådespelare och stråktrio med libretto av Elisabet Ljungar efter ett romanfragment av Hjalmar Söderberg (2017)
- Löftet, opera i 2 akter med libretto av Susanne Marko (2017-19)